# Morococcyx erythropygus
El cuclillo terrestre, cuclillo sabanero o cuclillo bobo(Morococcyx erythropygus) es una especie de ave cuculiforme de la familia Cuculidae que habita en América Central desde México hasta Costa Rica. Es la única especie del género Morococcyx.

## Subespecies
Se conocen dos subespecies de Morococcyx erythropygus:
- Morococcyx erythropygus mexicanus - zonas áridas del oeste de México (de Sinaloa al istmo de Tehuantepec).
- Morococcyx erythropygus erythropygus -  del sur de México (istmo de Tehuantepec) al norte de Costa Rica.